# Gerhard Schröder (utrikesminister)
Gerhard Schröder, född 11 september 1910 i Saarbrücken, död 31 december 1989 i Kampen på Sylt, var en tysk jurist och politiker i CDU.
Gerhard Schröder var son till en järnvägstjänsteman från Ostfriesland och växte upp i Trier. Han tog studentexamen vid Kaiser-Wilhelm-Gymnasium i Trier 1929 och studerade juridik vid universiteten i Königsberg, Edinburgh, Berlin och Bonn. Han blev 1923 juris doktor i Bonn med en avhandling om tullrätt. Som studentpolitiker var han aktiv i det högerliberala partiet Deutsche Volkspartei (DVP).
1934 började han arbeta vid Kaiser-Wilhelm-Institutet för utländsk och internationell privaträtt i Berlin. 1936 genomgick han den andra statsexamen och började vid en advokatfirma i Berlin. 1941 gick han ur Nazistpartiet, som han gått in i 1933 eftersom detta var en förutsättning för att få en statlig tjänst. Orsaken var att han gifte sig med Brigitte Landsberg, vars far under Nürnberglagarna klassades som "judisk blandras" (Mischling I. Grades).
Schröder var i tjänst under hela andra världskriget och hamnade efter stilleståndet 1945 i brittisk krigsfångenskap. Sommaren 1945 släpptes han fri. Schröder var direkt efter kriget politiskt verksam i återuppbyggandet av Tyskland. 1945 blev han assistent till Hans Fuchs, som var överpresident i Rhenprovinsen. Efter bildandet av Nordrhein-Westfalen 1946 var han tjänsteman i detta förbundslands inrikesministerium. Efter meningsskiljaktigheter med den socialdemokratiske inrikesministern Walter Menzel lämnade han 1947 denna post och inledde advokatverksamhet i Düsseldorf. En kort tid senare fick han en chefspost i den brittisk ockupationsmaktens myndighet för omorganisering av järn- och stålindustrin.
Schröder var medgrundare av den kristdemokratiska unionen CDU 1945. Efter att Förbundsrepubliken Tyskland bildats 1949, ställde han upp i det första förbundsdagsvalet och blev invald som ledamot från valkretsen Düsseldorf-Mettmann. 1952 blev han ställföreträdande gruppledare i CDU/CSU-partigruppen i Förbundsdagen.

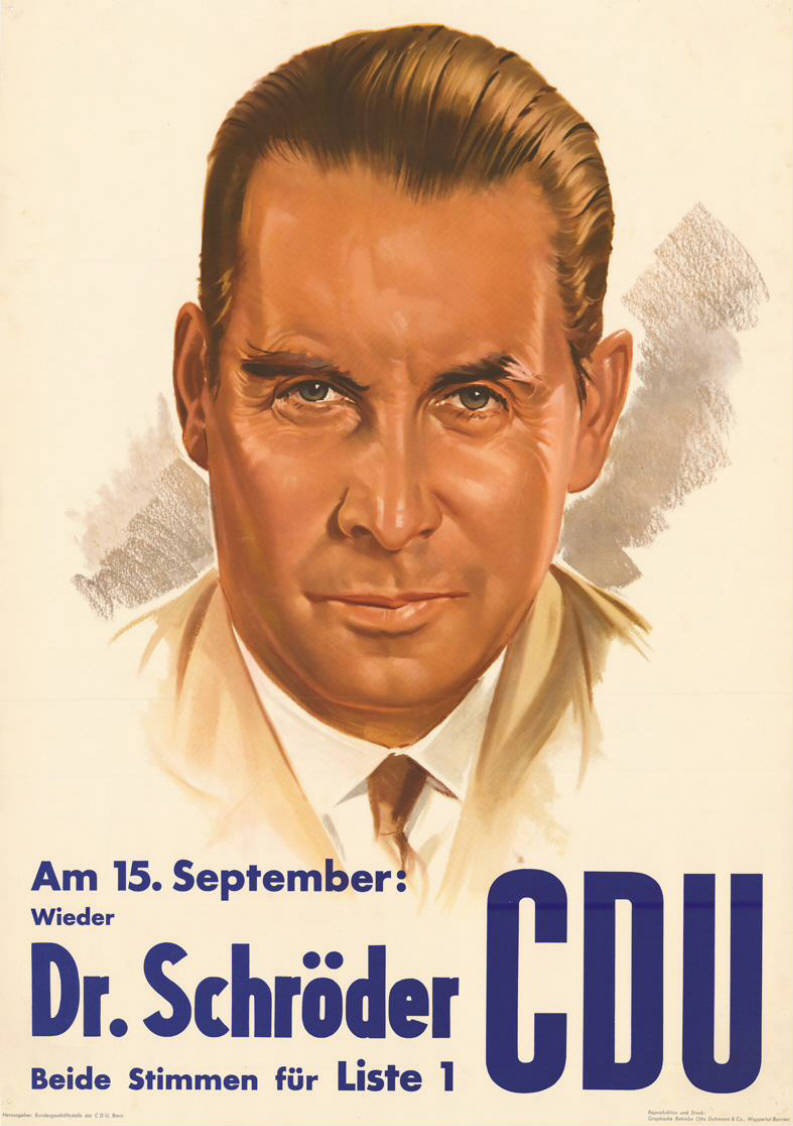
Valaffisch med Gerhard Schröder i förbundsdagsvalet 1957.

Efter förbundsdagsvalet 1953 utsåg Konrad Adenauer honom till västtysk inrikesminister, som efterträdare till Robert Lehr. Han stannade på posten till 1961. Efter förbundsdagsvalet 1961, blev han utrikesminister som efterträdare till Heinrich von Brentano. När storkoalitionen tillträdde 1966, blev han istället försvarsminister, vilket han var till 1969.
Under perioden 1967-1973 var Schröder ställföreträdande partiledare för CDU. 1969 var han kandidat till posten som förbundspresident, men förlorade mot SPD-kandidaten Gustav Heinemann. Han blev istället ordförande för utrikesutskottet i Förbundsdagen, vilket han förblev till 1980, då han lämnade Förbundsdagen. Han hann uppleva Tysklands återförening 1989 innan han dog några månader senare.